# Estadi de Kaliningrad
L'Estadi de Kaliningrad, també conegut com a Arena Baltika, és un estadi de futbol situat a Kaliningrad, Rússia. L'estadi és una de les seus de la Copa del Món de Futbol de 2018. També és l'estadi de l'equip local FC Baltika Kaliningrad, que va innaugurar el recinte l'11 d'abril de 2018 en un partit de lliga contra el Krylia Sovetov (1:0).
Es va decidir construir un estadi nou a la ciutat de Kaliningrad debgut a que l'estadi que hi havia no tenia la suficient capacitat, era molt antic i no estava ben situat per a un esdeveniment d'aquesta magnitud. Per tots aquests motius es va pensar en un estadi amb més capacitat, modernitzat i amb millors accessos. S'havia de considerar un factor extra en el procés de disseny de l'estadi: la capacitat s'havia de reduir a 25.000 seients quan acabés la competició, per tal de seguir sent útil per a la petita població de la regió.
L'estadi ja no està situat a la part oriental de la ciutat, sinó que ara està ubicat al costat del riu Pregolya. Els dissenyadors van intentar integrar l'aspecte històric que hi ha als afores de la ciutat, amb el riu i el l'important port. A més també van voler donar a la població un lloc on poguessin gaudir del millor futbol del món durant el mundial i que després servis per altres activitats i no només el futbol.
L'Arena Baltika està situat a només 45 km de la frontera amb Polònia, cosa que el converteix en l'estadi del Mundial més proper a la Unió Europea i a l'espai Schengen.

## Història
Tres empreses van presentar els seus treballant per a la planificació i construcció de l'estadi però finalment, el 24 de gener de 2013. El projecte el va guanyar la firma Wilmotte & Associates, que va contractar a Mostovik NPO pel desenvolupament de la imatge de l'estadi.
Es va optar per un projecte senzill amb el nom Estadi de Kaliningrad, ja que es volia donar el nom autòcton i patriòtic del lloc. La proposta ser presentada a Sant Petersburg el 30 de gener de 2013, l'objectiu principal de la firma constructora per aquest projecte durant el disseny va ser integrar l'aspecte urbà de Kaliningrad a la façana exterior, buscant que a més d'acollir partits de futbol també servís com a infraestructura per a d'altres activitats.

### Disseny
Wilmotte & Associates, arquitecte principal de projecte, es va encarregar de crear una façana urbana, la qual consisteix en un conjunt de pantalles rectangulars que s'entrellacen amb el context del voltant.
A més l'estadi es va dissenyar de tal forma que, quan acabés la competició, les grades es poguessin desmuntar i la coberta superior es pogués treure depenent de l'ús que es fes de la instal·lació, el disseny incorpora un sostre pla retràctil que es pot controlar a distància i pot tenir diferents funcionalitats com poden ser concerts, conferències que impliquin una gran assistència i altres esdeveniments esportius. Una altra novetat és que a l'àrea de 220 hectàrees que hi ha al voltant de l'estadi, s'hi construiran hotels i allotjaments per a la Copa del Món. Aquestes estructures que es construiran, a més d'allotjaments tindran un centro de mitjans de comunicació i un centre comercial. L'objetiu és que quan acabi l'esdeveniment futbolístic, els allotjaments i hotels se subdivideixin i siguin absorbits per la ciutat, unint-se directament a l'arquitectura urbana existent.

## Serveis pels espectadors
L'estadi està a la ciutat de Kaliningrad, al carrer Solnechni Bulvar, 25. Té una capacitat de 35.000 persones. Diverses línies de transport urbà es posaran en marxa durant el Mundial per a una comunicació més còmode.
Els espectadors tindran accés als següents serveis addicionals:
- Punts d'informació facilitat per voluntaris
- Punt de registre de menors, punt per a deixar els cotxets de nen, oficina d'objectes perduts
- Consignes
- Audioguies per a invidents o amb problemes de visió.

Ad més un dels sectors de la graderia està adaptat per a persones amb discapacitat: els seients estan instal·lats de tal manera perquè puguin cabre una cadira de rodes amb un acompanyant.

### Seguretat
Pel Mundial de Futbol, l'estadi estarà dotat de sistemes d'avís i alarma, detectors de metalls, escàners de líquids perillosos i substàncies explosives i s'establiran 30 llocs de vigilància permanent.

## Esdeveniments

### Partits de la Copa del Món de Futbol de 2018
Aquest estadi és una de les seus de la Copa del Món de Futbol de 2018 i acollí els següents partits:

#### Fase de grups
| Croàcia                            | 2–0     | Nigèria |
| ---------------------------------- | ------- | ------- |
| Etebo 32' (p.p.) · Modrić 71' (p.) | Informe |         |

| Sèrbia      | 1–2     | Suïssa                  |
| ----------- | ------- | ----------------------- |
| Mitrović 5' | Informe | Xhaka 52' · Shaqiri 90' |

| Espanya                     | 2–2     | Marroc                      |
| --------------------------- | ------- | --------------------------- |
| Isco 19' · Iago Aspas 90+1' | Informe | Boutaïb 14' · En-Nesyri 81' |

| Anglaterra | 0–1     | Bèlgica     |
| ---------- | ------- | ----------- |
|            | Informe | Januzaj 51' |